# Zerfall
Zerfall (рус. Распад) — дебютный студийный альбом немецкой блэк-дэт-группы Eisregen, который был издан в феврале 1998 года на лейбле Last Episode. Альбом был переиздан в феврале 2004 года на лейбле Massacre Records, с бонусными треками из демозаписи 1996 года Das Ende Des Weges.

## Список композиций
| №  | Название                                           | Длительность |
| -- | -------------------------------------------------- | ------------ |
| 1. | «...und über allem weht der Wind so kalt (Pest I)» | 6:39         |
| 2. | «Legende des Leides (Pest II)»                     | 4:31         |
| 3. | «In der Grube (Pest III)»                          | 3:23         |
| 4. | «Auferstehung (Pest IV)»                           | 4:42         |
| 5. | «Ich bin viele»                                    | 2:27         |
| 6. | «Eispalast»                                        | 3:25         |
| 7. | «Ode an den Niedergang»                            | 1:59         |
| 8. | «Herzblut»                                         | 5:53         |
| 9. | «Endzeit»                                          | 5:16         |

## Над альбомом работали

### Участники группы
- Blutkehle — вокал
- Yantit — ударные
- Bursche Lenz — гитары
- DF — клавишные
- K. Matthes — бас